# Ivailo Andònov
Ivailo Andònov (Blagòevgrad,Bulgària, 14 d'octubre de 1967),  és un exfutbolista búlgar que va destacar en la posició de davanter. Va ser internacional amb la seua selecció. Va jugar al Mundial de 1994 on Bulgària va realitzar un excel·lent campionat finalitzant en quarta posició.
Va debutar amb el Pirin Blagòevgrad on estaria quatre temporades. Fitxaria pel CSKA Sofia marcant 55 gols en tres temporades. En l'última campanya es consolida com a màxim golejador amb 25 gols de la lliga búlgara, cosa que li va obrir les portes de la primera divisió espanyola, sent fitxat per l'Albacete Balompié. A l'equip manxec va marcar quatre gols en 24 partits.
Després de la regular aventura espanyola va fitxar per l'Arminia Bielefeld alemany, on va estar una temporada. Va tornar al CSKA on va tornar a destacar amb 18 gols. Posteriorment va passar pel Lokomotiv Sofia, on va romandre dues temporades abans de tornar a Alemanya, a les files de l'1. FC Union Berlin, i després retornà al Pirin, on es va retirar el 2003.

## Clubs
- 1987-88 Pirin Blagòevgrad 9/1
- 1988-89 Pirin Blagòevgrad 28/2
- 1989-90 Pirin Blagòevgrad 30/7
- 1990-91 Pirin Blagòevgrad 28/9
- 1991-92 CSKA Sofia 30/15
- 1992-93 CSKA Sofia 30/15
- 1993-94 CSKA Sofia 24/25
- 1994-95 Albacete 24/4
- 1995-96 Arminia Bielefeld 20/2
- 1996-97 CSKA Sofia 25/18
- 1997-98 Lokomotiv Sofia 0/0
- 1998-99 Lokomotiv Sofia 24/7
- 1999-00 Union Berlin 28/7
- 2000-01 Pirin Blagòevgrad
- 2001-02 Pirin Blagòevgrad
- 2002-03 Pirin Blagòevgrad